# آموس توك
آموس توك هو شخصية أعمال ومحامي وسياسي أمريكي، ولد في 2 أغسطس 1810 في بارسونفيلد في الولايات المتحدة، وتوفي في 11 ديسمبر 1879 في إيكستر في الولايات المتحدة. نشط حزبياً في الحزب الديمقراطي والحزب الجمهوري (1854 – 1854) وحزب اليمين (1850 – 1850) (1844 – 1844) (1848 – 1848). وقد انتخب عضو مجلس نواب نيوهامبشير ‏ (1842 – ) وانتخب عضو مجلس النواب الأمريكي ‏ (4 مارس 1847 – 3 مارس 1853).